# Monte Chiodo
Monte Chiodo (scritto anche Montechiodo; Montechiuovi nel dialetto locale) è un'altura a nord dell'abitato di Buonalbergo, in provincia di Benevento. Situata in posizione dominante sulla valle del Miscano, raggiunge un'elevazione massima di 806 m s.l.m.
In età altomedievale essa ospitava un insediamento fortificato, chiamato Montegiove, che prendeva il posto di un centro preromano; rimangono evidenze archeologiche di entrambi, ma prevalentemente dell'abitato medievale.
Alle falde dell'altura passa il tratturo Pescasseroli-Candela e vi è una taverna.

## Geografia

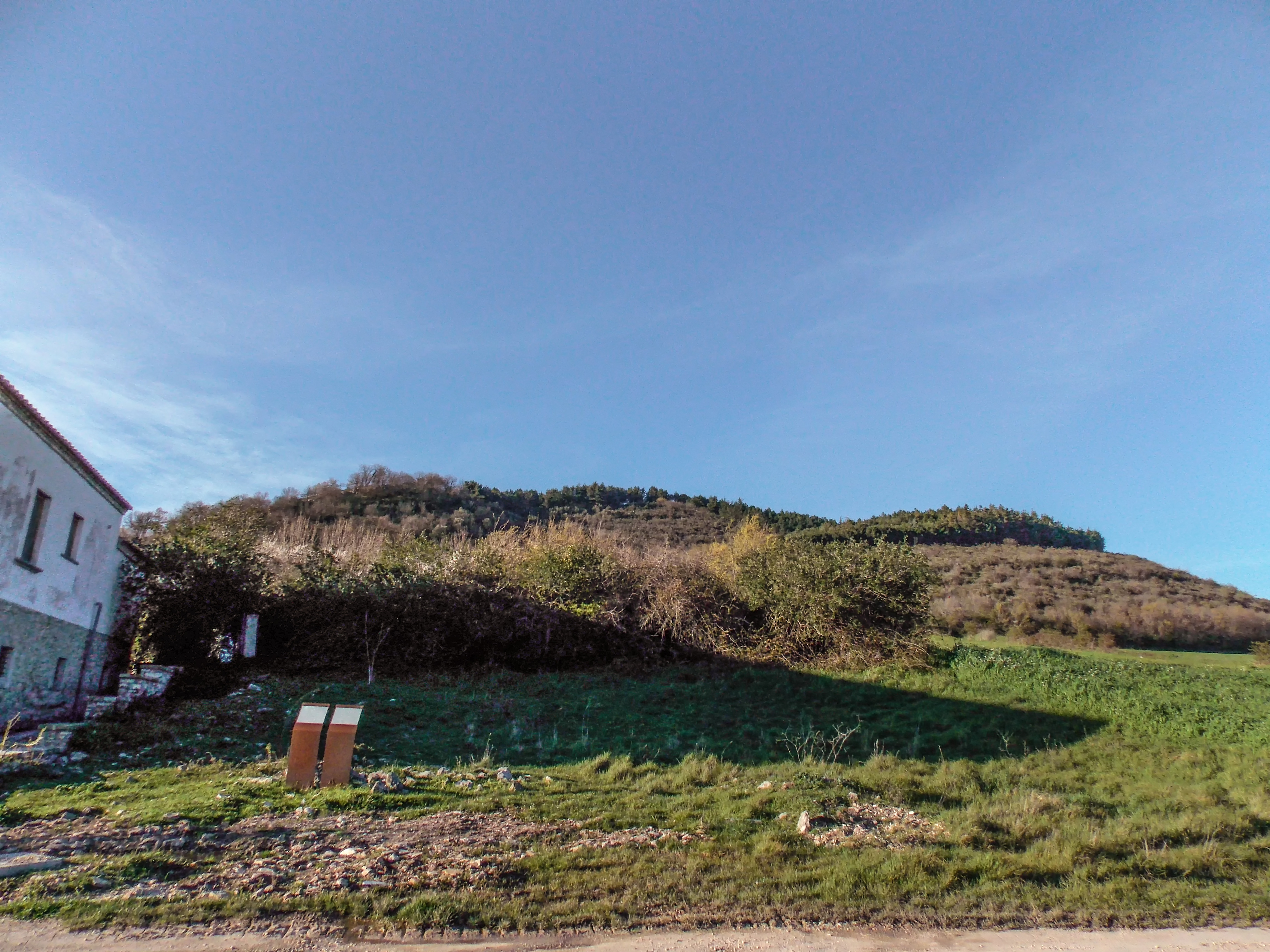
Monte Chiodo visto dal tratturo.

Monte Chiodo, come lo stesso luogo in cui sorge Buonalbergo, è parte di un territorio collinare di natura calcarea. A ovest della cima sono i monti Morrone (811 m) e La Guardia (872 m), mentre a est sono alture di altezza inferiore agli 800 m. Fra Monte Chiodo e queste ultime passa il torrente Santo Spirito, affluente del fiume Miscano.
Il versante nord-ovest di Monte Chiodo è poco ripido: il pendio finisce per confondersi con un altopiano. Più ripidi e marcati sono gli altri versanti, in particolare quello meridionale: qui il percorso del tratturo, a 638 m, costituisce un confine netto per l'altura.
La superficie di Monte Chiodo, a tratti sassosa, si presenta in parte coperta da conifere, risultato di un'opera di rimboschimento attuata negli anni Ottanta dalla Comunità montana del Fortore. Il resto è caratterizzato da una bassa vegetazione spontanea.

## Storia
L'attuale nome dell'altura sembra essere una corruzione di Mons Iovis ("Monte di Giove"), nome con cui l'insediamento medievale viene chiamato nel Chronicon Beneventanum (XII secolo) in merito alla sua distruzione. La dicitura Montedigione era in effetti ancora ricordata nel tardo XVIII secolo, ma già nel XV secolo apparivano Mons Clovi e Monte Chiovi. Il secondo è quello che appare anche nei secoli più recenti, fino a essere italianizzato nell'attuale Monte Chiodo.
I ritrovamenti archeologici su Monte Chiodo, sebbene perlopiù medievali, includono anche resti preromani, che fanno pensare all'esistenza di un importante insediamento sorto a controllo delle vallate circostanti. Un'annotazione poco precisa di Luca Olstenio è stata letta talvolta come un'identificazione di Monte Chiodo con il vicus di Forum Novum lungo la via Traiana; in ogni caso ciò è da escludere, anche perché il sito di Forum Novum è stato dimostrato essere altrove.
Invece una parte della storiografia ottocentesca di ambiente napoletano, insieme con quella locale, ha tentato di identificare questo centro con la città sannitica di Cluvia: la sua esistenza è nota da Tito Livio, che la menziona scrivendo delle vicende della seconda guerra sannitica relative all'anno 311 a.C.:
( Tito Livio, La storia romana, Volume IX, Brescia, Nicolò Bettoni, 1808,  capo 31 (pp. 150-153). URL consultato il 3 novembre 2016. (coi supplementi del Freinsemio, tradotto da Luigi Mabil col testo a fronte))
A giustificare questa assunzione è il nome Clovi/Chiovi nei documenti post-medievali, che verrebbe considerato come derivante da quello di Cluvia. Si è fatto anche riferimento a una colonia romana che fu dedotta a Cluvia, da cui probabilmente prendeva il nome una gens: secondo Sesto Giulio Frontino, il territorio di tale colonia confinava con quello di Bojano o dei Liguri Bebiani; e ambo i casi sono compatibili con la posizione di Monte Chiodo. Tuttavia, gli scavi archeologici non hanno restituito evidenze che l'area fosse ancora utilizzata in età romana, e la storiografia moderna riconosce Cluvia in tutt'altro settore del Sannio, presso la moderna Casoli.
L'insediamento medievale di Montegiove nacque presumibilmente attorno al VI secolo, recuperando il sito preromano: analogamente a quanto accadde altrove in Europa, in questo periodo le popolazioni rurali, ormai libere da vincoli per via della disgregazione delle classi sociali di stampo romano, lasciavano le vallate per aggregarsi in villaggi fortificati sulle alture, in modo da poter contribuire alla reciproca sussistenza mentre la posizione geografica garantiva una protezione naturale dalle incursioni. Monte Chiodo, che forniva una visuale diretta sul tratturo e sulla via Traiana più a sud, rispondeva bene a questo ultimo criterio, anche perché altre indagini archeologiche hanno individuato ulteriori fortificazioni sui vicini colli La Guardia e Calvello, in una posizione che consentiva la visuale reciproca. La popolazione doveva vivere principalmente di allevamento di suini e produzione di legname.

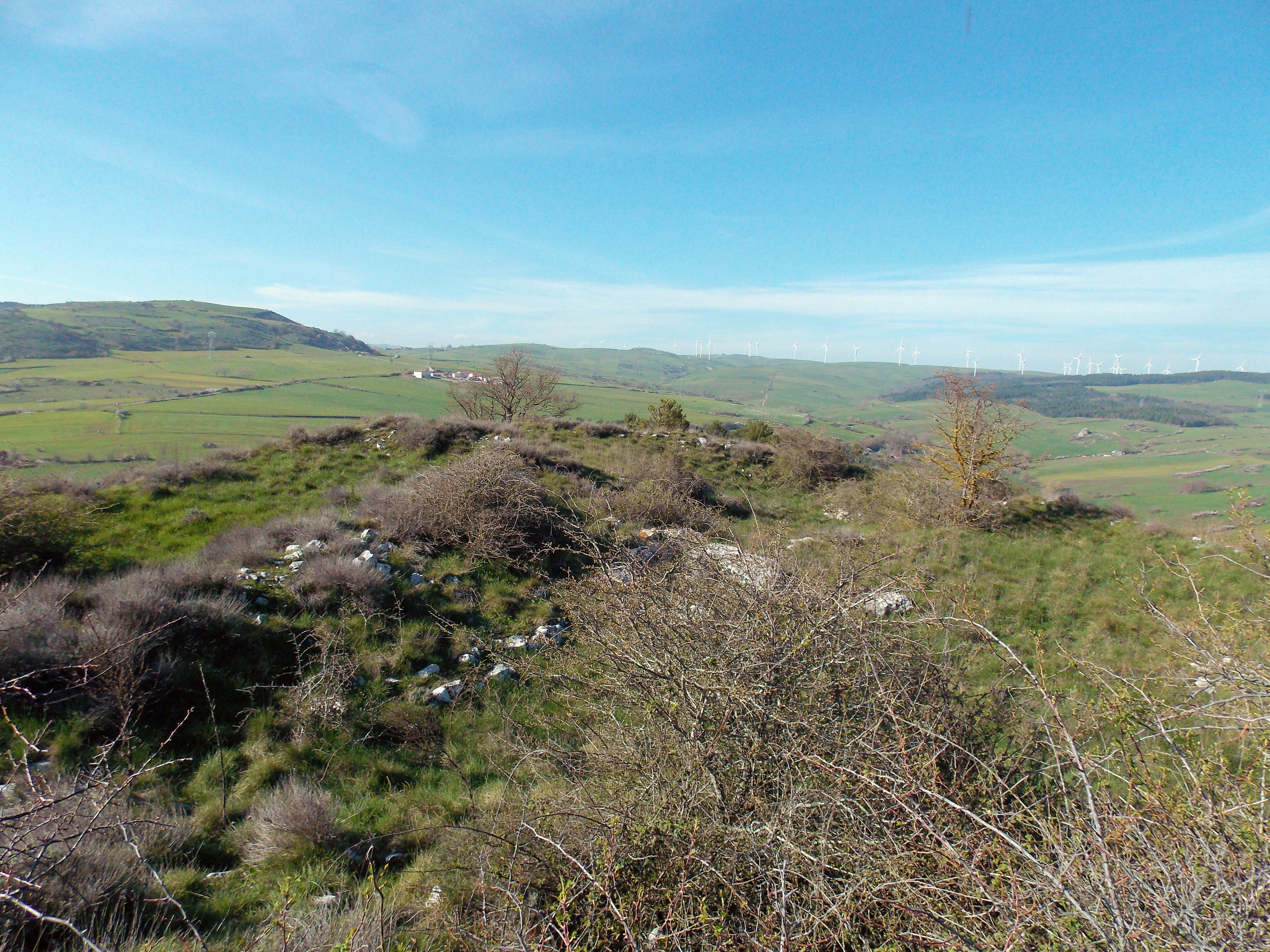
La spianata su cui sorgeva la rocca di Montegiove.

L'insediamento fu poi consolidato nel VIII secolo, forse nel periodo in cui fu duca Arechi II: egli infatti, rafforzando il potere statale nel Ducato, incoraggiò anche la stabilizzazione delle realtà sociali. A quest'epoca sembrano risalire, infatti, i punti cardine dell'insediamento di Montegiove: il castello, la chiesa, la cinta muraria; e questo è segno che, nella vita del villaggio, i ceti sociali e i poteri locali si erano ben delineati.
Nello stesso periodo, a una quota più bassa, dovette essere stata fondata Buonalbergo, che inizialmente era un villaggio di rilevanza e proporzioni più modeste rispetto a Montegiove. Ma con l'avvento dei Normanni, Buonalbergo incominciò a prevalere. A partire dal 1057 sia Montegiove sia Buonalbergo erano segnalate come di pertinenza della contea di Ariano, che all'epoca era presieduta dal granconte Gerardo di Buonalbergo.
Secondo quanto riportato da Falcone Beneventano, nel 1122 il duca Guglielmo II di Puglia entrò in urto con Giordano, granconte di Ariano, perché questi era riuscito a ingrandire di molto i suoi possedimenti; inoltre Giordano, dopo essere entrato a Nusco dove Guglielmo si trovava, lo aveva offeso e aveva devastato la città. Così Guglielmo, trovata un'intesa con Ruggero II di Sicilia, incominciò una campagna militare contro Giordano: e il 26 giugno «a ferro, e fuoco distrusse il Castello di Monte Giove», facendo prigionieri 50 soldati.
Nel 1142 i domini normanni vennero sottoposti a una riorganizzazione amministrativa, per cui la contea di Ariano fu temporaneamente soppressa e Buonalbergo divenne sede di una nuova. Il fatto che Buonalbergo avesse giurisdizione su Monte Chiodo è confermato dal fatto che quest'ultimo, nel 1414, fosse incluso nell'atto di vendita della Terra di Buonalbergo firmato dal re Ladislao I di Napoli in favore di Giosuè Guevara.
All'epoca, Monte Chiodo doveva ancora essere sede di qualche insediamento sparso: i ritrovamenti archeologici includono ceramiche dei secoli XII-XVI, e del resto nel 1483 il gran siniscalco e conte di Ariano Pietro Guevara concesse particolari esenzioni per i residenti sia di Buonalbergo sia di Monte Chiovi. Fra i fattori che determinarono l'abbandono definitivo di Monte Chiodo fu probabilmente la rifondazione di Buonalbergo nel 1525, dopo che una frana aveva distrutto l'abitato.
Nei secoli successivi, fino all'abolizione del feudalesimo nel Regno di Napoli, il feudo di Monte Chiodo rimase annesso alla terra di Buonalbergo: anche se con qualche variante, infatti, i due possedimenti appaiono congiunti in atti di passaggio di proprietà del 1552, 1558, 1727.

## Il sito archeologico
Fra la fine del XVIII secolo e l'inizio del XIX, erano segnalati su Monte Chiodo notevoli resti di edifici antichi, nonché cavità sotterranee, forse un acquedotto. Non mancarono rinvenimenti di «vasi, idoletti, corniole, gemme incise», in parte raccolte dal possidente locale Domenico Perrelli.
Sono state effettuate delle ricerche archeologiche su Monte Chiodo nel 1999 e nel 2000. L'insediamento si estendeva sul versante meridionale della collina; le tracce murarie sembrano coprire una cospicua estensione, ma le indagini si sono concentrate sui resti principali, che in pochi punti superano il metro e mezzo di altezza, e sui materiali rinvenuti nei loro pressi.

### Rocca

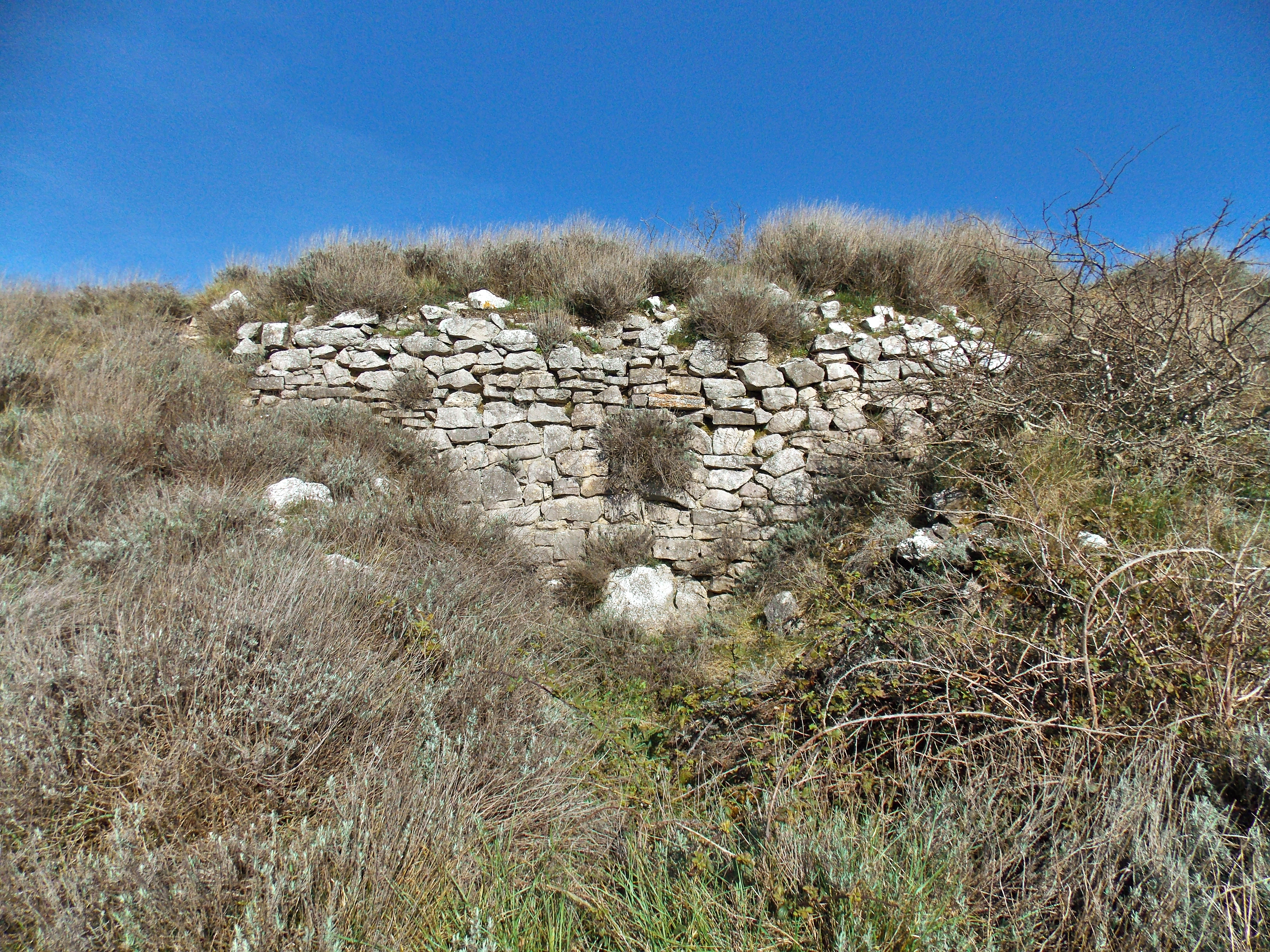
Tratto del muro occidentale della rocca.

La rocca di Montegiove sorgeva in cima alla collina, inserita nella cinta muraria dell'insediamento. La sua pianta è quella di un trapezio, con un'altezza di 53 m e la base maggiore di 35 m. Le basi sono orientate quasi in direzione W-E. Entro il trapezio, sul lato ovest, sono riconoscibili le mura che delimitano due vani. Inoltre, fuori dal lato sud, è riconoscibile la base di una torretta triangolare, che sporge per 9,5 m.
Le mura sono costruite in opera cementizia, con un paramento di blocchi calcarei tagliati dalla collina stessa. Quelli che compongono la torre sono meglio rifiniti. Le mura del corpo trapezoidale sono spesse tra 1,25 e 2 m, mentre quelle della torre sono più spesse. La porzione più consistente che sia stata scavata delle mura del corpo trapezoidale si trova sul versante ovest, e rivela la scarsa qualità della malta ivi utilizzata.
In accordo con l'età suggerita per la sua costruzione, la struttura della rocca sembra rispondere a criteri costruttivi tardoantichi o bizantini.

### Chiesa

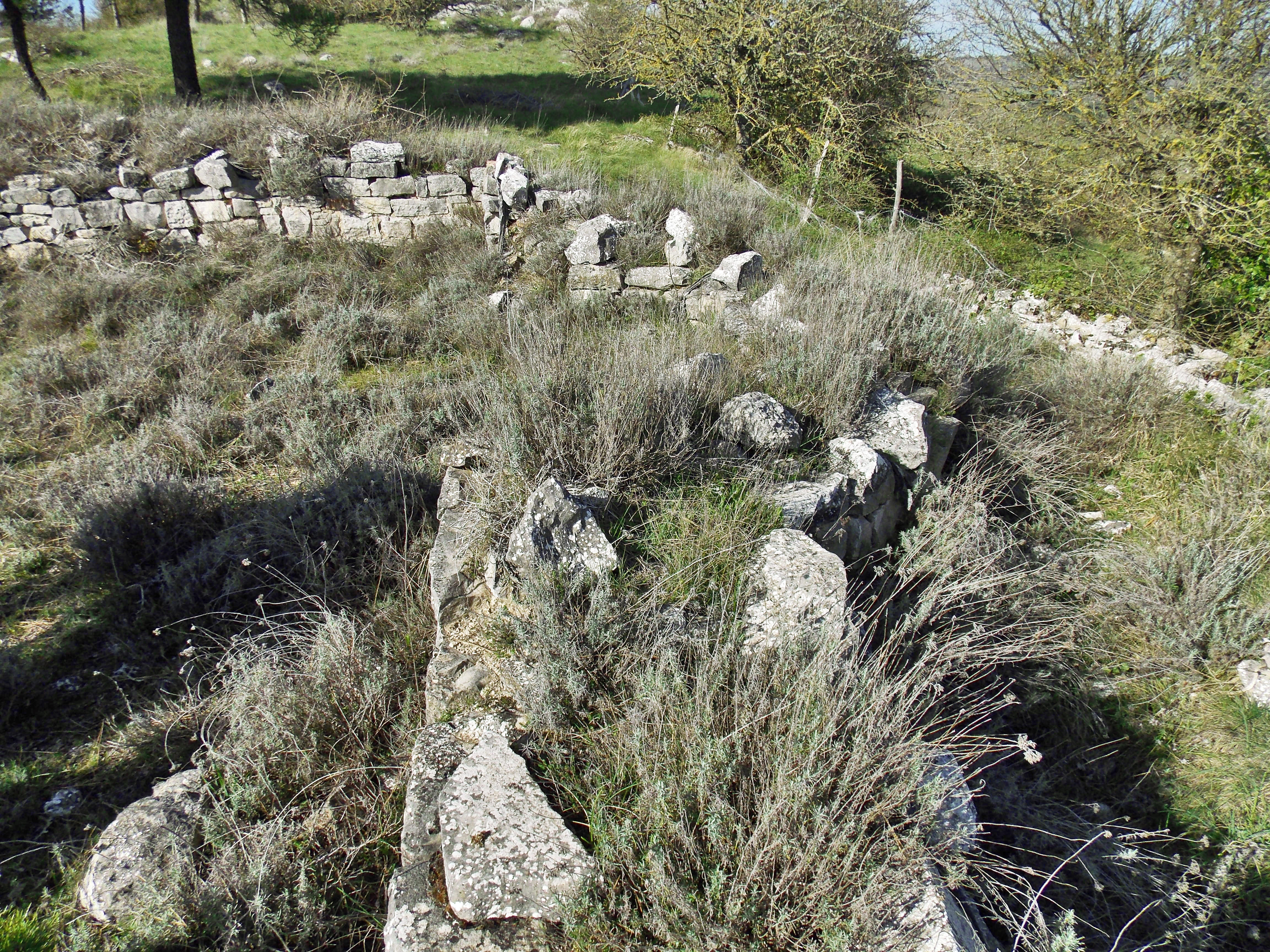
Il muro posteriore della chiesa con l'abside.

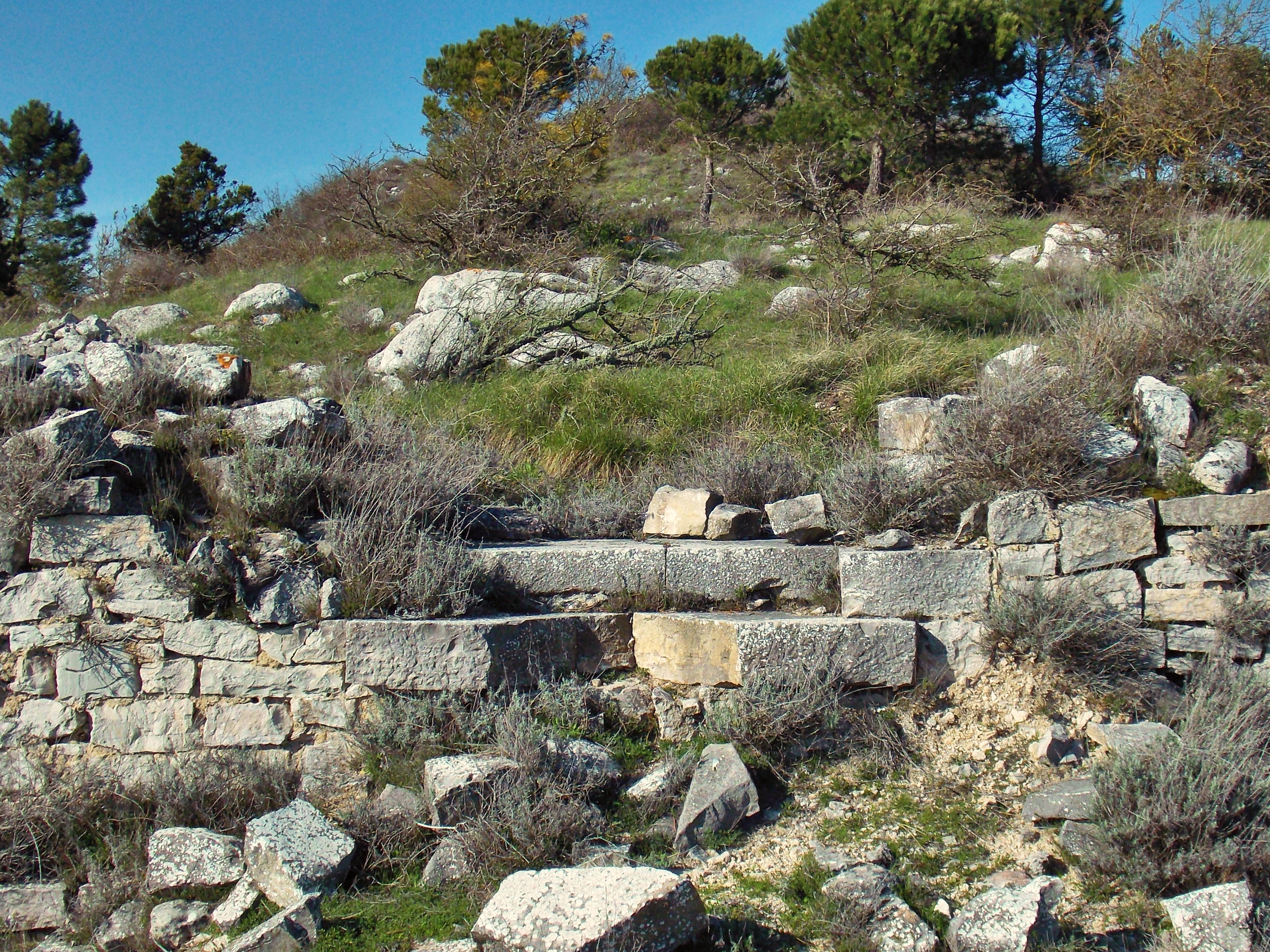
I resti dell'accesso settentrionale alla chiesa.

I resti della chiesa del villaggio sorgono circa 80 m a sud della rocca. La chiesa, a navata singola, è orientata in direzione W-E, trasversalmente al pendio della collina. È lunga circa 25 m e larga 9; nella parete di fondo, a est, si apre un'abside semicircolare. Il presbiterio, lungo 6 m, è diviso dalla navata tramite una transenna con un'apertura centrale.
La navata conserva una panca in muratura, che corre intorno alle sue mura perimetrali. Oltre all'ingresso principale da ovest, presenta resti di altri due laterali, posizionati asimmetricamente lungo le pareti nord e sud rispettivamente. Dall'ingresso nord, posto in un punto con un notevole dislivello fra il piano di calpestio della chiesa e quello esterno, si accede all'interno della chiesa tramite una scaletta in blocchi di pietra.
L'edificio doveva essere intonacato, come rivelano tracce sullo stipite di tale ingresso e della transenna. Le mura, spesse poco meno di un metro, si poggiano sulla roccia, in parte integrata con una fondazione; sono costruite in maniera disomogenea, mostrando esternamente conci calcarei di dimensioni variabili. Quelle dell'abside sono in opera cementizia; qui i conci del paramento, disposti in filari, sono legati con malta, similmente alle strutture della rocca.
Dalle murature pare probabile che la chiesa fosse alta almeno 7-8 metri. Il rinvenimento di abbondante materiale laterizio induce a ritenere che il tetto fosse a capriate, coperto di tegole.
I rinvenimenti ceramici nei crolli concordano con i dati storici, suggerendo che la chiesa sia stata distrutta nel XII secolo. Non vi sono tracce di utilizzi posteriori.

### Cinta muraria

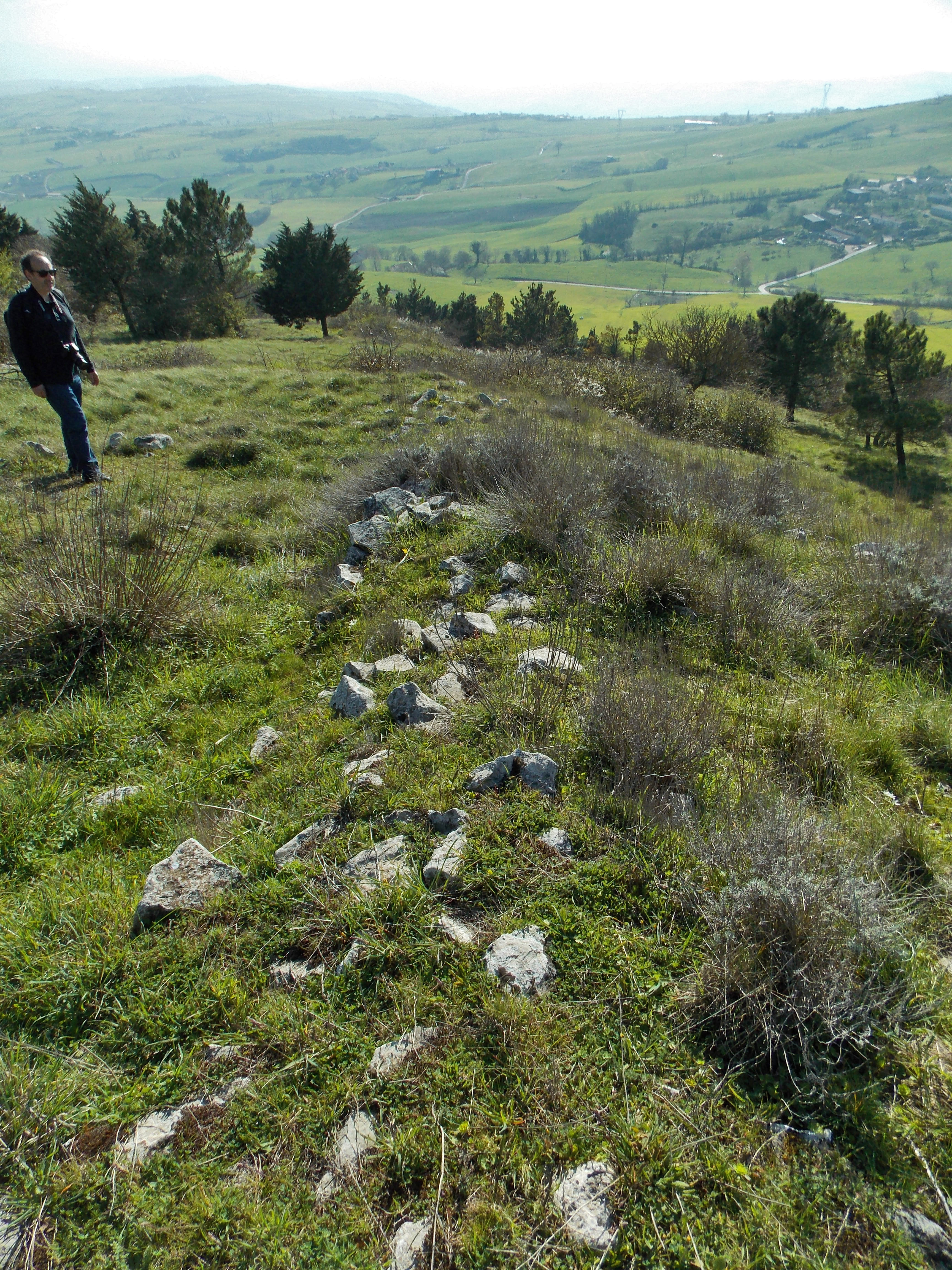
L'andamento della cinta muraria nei pressi della rocca.

Le riprese dall'alto consentono di identificare l'andamento di buona parte delle mura dell'insediamento. Una porzione si dirige dalla rocca verso est; un'altra, partendo dal muro ovest della rocca, procede verso sud, discendendo il pendio della collina e descrivendo approssimativamente un arco di cerchio in modo da segnare il limite occidentale dell'insediamento; una terza, a sud-est, ricalca l'orlo del dirupo lungo il torrente Santo Spirito.
Più che visibile direttamente, la cinta muraria è segnalata dai crolli che la coprono; e solo la porzione occidentale è stata interessata da saggi di scavo nel 2000. Il muro è spesso fra i 140 e i 180 cm, molto degradato in alcuni punti, in altri conservato per un'altezza fra i 40 e i 60 cm. A nord-ovest della chiesa dell'insediamento è stata individuata una porta carraia (ampia 320 cm). Più a sud, quasi esattamente a ovest della chiesa, il muro si interrompe di nuovo per dare spazio a un lastricato, costruito incastrando fra loro grossi blocchi di pietra irregolari, che sembra dirigersi proprio verso l'edificio sacro.
Alcune parti della cinta furono elevate su resti di mura preromane, costruite con blocchi squadrati più grandi, e leggermente più spesse del muro medievale (attorno ai 180 cm). Si conserva una porzione del muro antico, lunga circa 13 m e alta circa 45 cm, quasi esattamente a sud-ovest della chiesa; un'altra, deformata, si trova poco a sud del lastricato. Tali mura dovevano anch'esse far parte di una fortificazione.
A sud dei resti di un edificio quadrangolare (vedi sotto) è stata scavata un'altra porzione di cinta muraria, su cui sono appoggiati dei muretti più sottili.

### Edificio quadrangolare e rampa

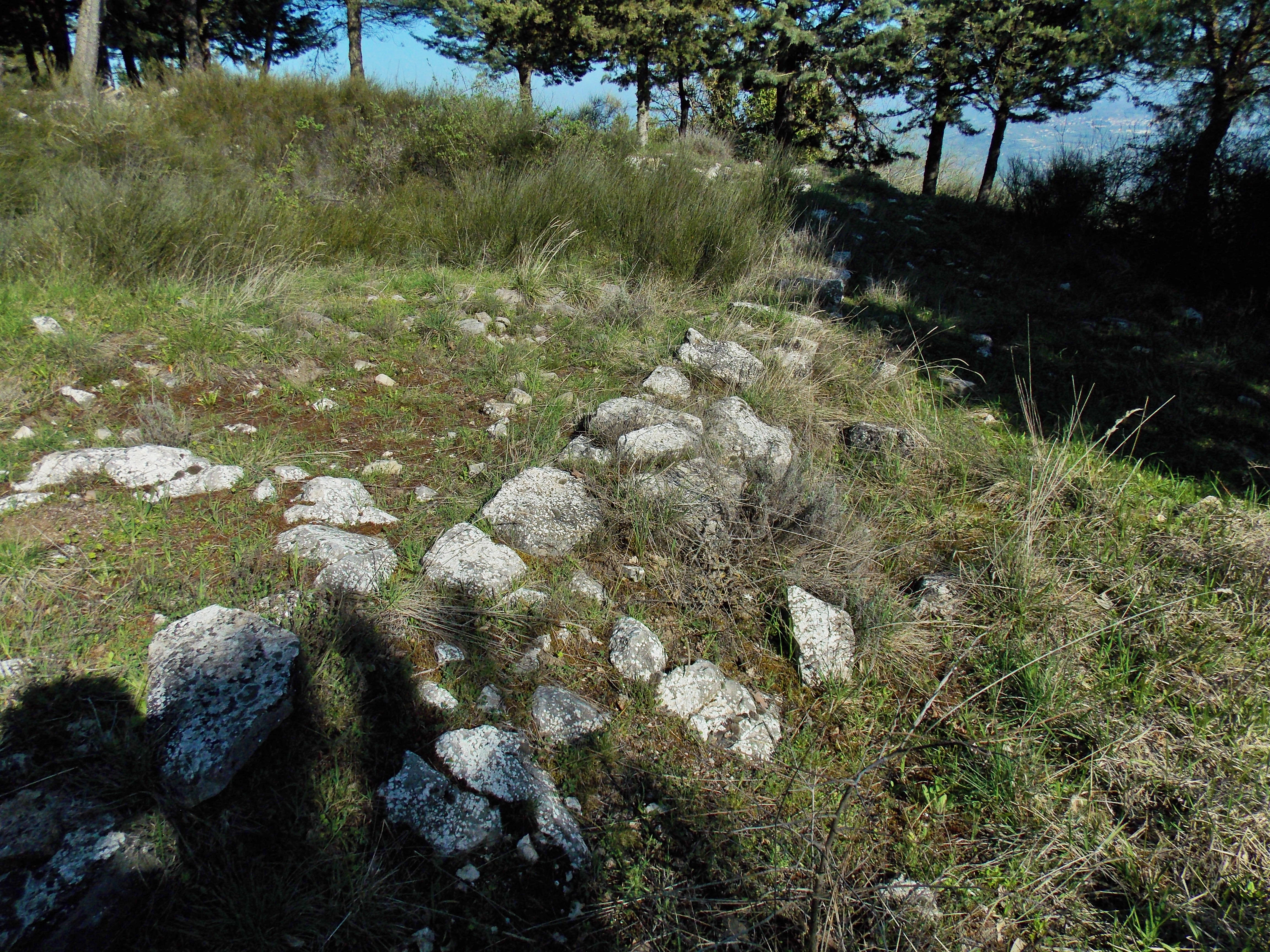
Uno dei muri dell'edificio quadrangolare.

Al limite sudoccidentale dell'area inclusa nella cinta muraria si trovano i resti di un edificio quadrangolare, di cui sono stati scavati ed esaminati due muri ad angolo retto, lunghi poco più di 6 m e spessi 60 e 80 cm, rispettivamente. Essi, realizzati in opera cementizia come quasi tutti i resti nell'area archeologica, hanno un paramento in blocchi grezzi, e dimensioni variabili, legati con una malta resistente. I materiali ceramici rinvenuti in quest'area confermano la frequentazione sporadica della zona dopo la distruzione del borgo fortificato.
Sembra puntare verso questo edificio una rampa scavata fuori dalla cinta muraria, nel versante dalla collina: essa, partendo dalle falde dell'altura, sale in direzione NE. È stata parzialmente danneggiata dalle attività estrattive che avevano luogo in questa zona.
La rampa appare di età preromana. Si ipotizza che fosse un accesso monumentale a un tempio di Giove, la memoria del quale giustificò poi il nome dell'insediamento medievale.

## La taverna

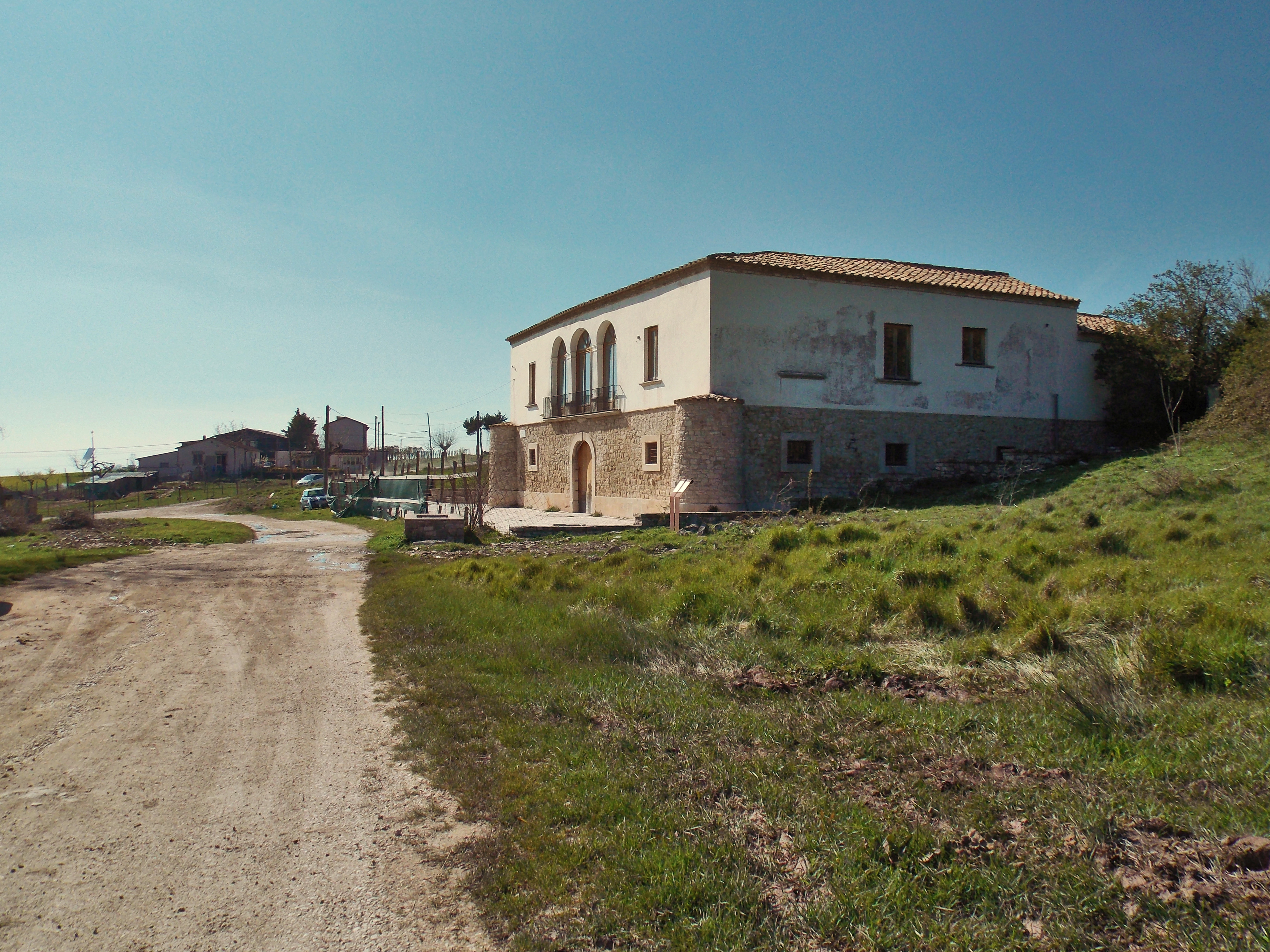
La taverna vista dal tratturo.

Ai piedi di Monte Chiodo, a sud di esso, passa un'importante via direttrice della transumanza, già a partire dall'antichità preromana. Con il riordino voluto da Alfonso V d'Aragona nel 1447, essa fu inserita come parte del percorso principale del Regio Tratturo n. 7, che conduceva da Pescasseroli a Candela. Probabilmente fu insieme con questa opera di istituzionalizzazione delle vie della pastorizia che furono impiantate delle taverne lungo il percorso. Questi luoghi erano i punti in cui veniva riscosso il pedaggio, poi abolito entro la fine del XVIII secolo; inoltre erano luoghi di sosta e ristoro, probabilmente rivolti non ai pastori ma alle altre categorie di viaggiatori lungo il tratturo.
La taverna di Monte Chiodo è un edificio a due piani, posto poco oltre la confluenza di un percorso proveniente da Benevento nel tratturo principale. È costruito quasi interamente in pietra calcarea: su un basamento in grossi conci lavorati si ergono le mura, costituite da blocchetti grezzi.
La facciata è delimitata da due torrette circolari ai lati. Il portale, ad arco ribassato, è centrato fra due finestre. Al piano superiore, in corrispondenza, è una piccola loggia a tre arcate, con un balconcino lievemente sporgente, compresa fra due finestre corrispondenti a quelle del piano inferiore. Una cornice separa visivamente i due piani. Il portale e le finestre del piano terra, in facciata e ai lati, sono contornati tutti con conci lavorati.
L'androne al piano terra, immediatamente oltre il portone, presenta una fonte con una vasca in pietra sul lato destro. A sinistra dell'androne erano le cucine, mentre a destra sono le scale per accedere al piano superiore, ove si trovavano le camere. Dietro al corpo principale dell'edificio sono poste delle stalle.
A fine XVIII secolo veniva segnalato che il tariffario per il passaggio era inciso sul lato opposto di un'iscrizione romana mutila, prelevata presso il ponte delle Chianche, che commemorava alcuni lavori di restauro della via Traiana.
La taverna fu abbandonata verso gli anni 1950 o 1960 insieme con il tratturo. Nei primi anni 2000 è stata sottoposta a un restauro, che fra l'altro ha riaperto gli archi della loggia, precedentemente otturati. Tali lavori hanno però determinato anche un crollo parziale dell'edificio, che poi è stato ricostruito fedelmente.